# Архијерејско намјесништво теслићко
Архијерејско намесништво теслићко сачињава одређени број црквених општина и парохија Српске православне цркве у Епархији зворничко-тузланској, под надзором архијерејског намесника у Теслићу седиште намјесништва је Храм Пресвете Тројице у Теслићу.
Архијерејско намјесништво теслићко основано је 9. септембра 2013 године. Том приликом регулацијом Епархије издвојено је ово намјесништво из састава архијерејског намјесништва добојског. Архијерејски намјесник је протојереј-ставрофор Миладин Вуковић. Архијерејско намјесништво теслићко чини 17 црквених општина и 19 парохија.

## Парохије, седиште и области
| Парохија         | Седиште парохије                       | Области |
| ---------------- | -------------------------------------- | --- |
| Прва теслићка    | Теслић Храм Пресвете Тројице у Теслићу | - Трг у Теслићу, стамбене зграде и приватне куће између улице Светог Саве и Дестилацијског комплекса и пута ка пијаци завршно са улицом после средњошколског центра и укључујући зграду Општине Теслић, стамбена зграда у улици Првог крајишког корпуса (преко пута спортског центра) и лијева страна пута до ријеке Усоре идући од моста према раскрсници на Маргити. - У састав парохије улазе и села: Јасенова, Брезна, дио насеља Горњи Теслић, дио Ђулића - лијевом страном пута у правцу Теслић - Прибинић, од Јовичића пута до трговине Васић прекопута насеља Крушковице.                                                                                      |
| Друга теслићка   | Теслић Храм Пресвете Тројице у Теслићу | - Насеље Клетине и дио зграда у Улици Светог Саве, десна страна од пута за пијацу завршно са зградом бр. 68 и зграда код тржног центра „Конзум“; те села: Горњи и Доњи Ружевић, десна страна пута Теслић - Чечава, насеље Усора (лијева страна ријеке Усоре до Маргите) и Мала Усора. |
| Трећа теслићка   | Теслић Храм Пресвете Тројице у Теслићу | - Ул. Карађорђева идући од града ка Бањи Врућици, тј. до моста и почетка улице Цара Лазара с тим да другој парохији припада десна страна улице негдје после зграде општине, а лијева од ресторана "ЕКС" па до моста; Мањи дио насеља Колоне, тј. крај улице Книнске према стрељани; Иза маркета "БИНГО" ламеле 1 и 2; Десна страна улице Крајишког корпуса од семафора према тржном центру "КОШУТА"; Насеље Кнеж Поље; Ново насеље; и Ланара. - Приградска и сеоска насеља; Бардаци (мањи дио који веже са Ланаром, десет кућа и засеок Зечево брдо са три куће); Гомјеница (четири куће које вежу са Бањом Влајићи); Бања Влајићи и засеок Богданићи; и Доњи Кузмани. |
| Четврта теслићка | Теслић Храм Пресвете Тројице у Теслићу | - Крушковице 1 (десна страна), Крушковице 2, Возник, насеље у Горњем Теслићу (на путу према Брезни), Жарковина са храмом Силаска Светог Духа на апостоле, Горња Врела, Горњи Кузмани са храмом Светог цара Константина и царице Јелене, насеље Колоне (од ријеке Усоре до Книнске улице), стамбене зграде иза Основног суда у Теслићу и три стамбене зграде у улици Јована Дучића. |

## Храмови у парохијама
| Парохија              | Храмови |
| --------------------- | --- |
| Прва парохија         | Теслић Храм Светог пророка Илије у Теслићу - Љељуг, Крушковице (лијева страна), Шимићи, Ђулић Поље, дио насеља Ружевић (лијева страна пута Теслић - Чечава) са насељем Секулићи, Барићи, затим дио насеља (десном страном пута Теслић - Прибинић), насеља око храма Светог пророка Илије и двије стамбене зграде у Улици првог крајишког корпуса: ламела Г, ламела Ф и ламела Д. |
| Друга парохија        | Теслић Храм Светог пророка Илије у Теслићу - Десна страна улице Светог Саве до улице Бранка Ћопића и десна страна улице Бранка Ћопића, те стамбене зграде десном страном улице Светог Саве од броја 68 до Основне школе „Вук Караџић“, стамбене јединице улицом Првог крајишког корпуса, Рајковићевом и дио стамбених зграда у улици Светог Саве и Јована Дучића.                |
| Бањаврућичка          | Бања Врућица Храм Вазнесења Господњег у Бањи Врућици - Бања Врућица, Доња Врућица, Стењак, Доња Врела, и Рудник. |
| Блатничка             | Блатница (Теслић) Црква Св. Великомученика Цара Лазара у Блатници - Блатница, Јасеница, Жежеља, Доње Бијело Бучје, те напуштена села у Федерацији БиХ-не: Језера и Козила. |
| Булетићка             | Булетић Црква Св. Великомученице Огњене Марине у Булетићу - Село Булетић са засеоцима: Пасјача, Љељуг, Маркочевић Ријека, Игњић Ријека, Ђорђани и Горњи Булетић. |
| Врућичка              | Врућица (Теслић) Црква Светих апостола Петра и Павла у Врућици - Врућица, Бежља, Радешићи, Јелића Поток, дио Гомјенице, Црна Ријека, Студенци, Комушина и Слатина. |
| Младиковинска         | Младиковине Храм Покрова Пресвете Богородице у Младиковинама - Село Младиковине са дијелом села Доње Бучје – десна страна ријеке Усоре од Округле до Студене. |
| Угодновичко - очаушка | Горњи Очауш Храм Светог великомученика Прокопија у Очаушу - Село Очауш, Угодновић, Криваја, Узвинска, Гелићи и Горње Бијело Бучје. |
| Прибинићка            | Прибинић Црква Светих цара Константина и царице Јелене у Прибинићу - Село Прибинић са свим његовим засеоцима. |
| Растушка              | Растуша Храм Покрова Пресвете Богородице у Растуши - Села Растуша и Укриница (без Растушке Ступе, која је припојена Осредачкој парохији). |
| Чечавска              | Чечава Храм Рођења Пресвете Богородице у Чечави - Село Чечава са засеоцима: Станојевићи, Петковићи, Продановићи, Савковићи, Цвијићи, Локва, Речани, Поточани, Брђани, Гај, Плане и Шушњарани. |
| Горњорадњанска        | Горња Радња Храм Св. Цара Лазара у Горњој Радњи - Село Горња Радња. |
| Осредачка             | Осредак (Станари) Храм Светог апостола и јеванђелисте Луке у Осретку - Села Осредак, Љеб, Драгаловци и Ступа. |
| Церовичка             | Церовица (Станари) Црква Светих апостола Петра и Павла у Церовици и Витковци Црква Св. Цара Константина и Царице Јелене у Витковцима - Село Церовица и Витковци. |
| Тешањска              | Тешањ Храм Покрова Пресвете Богородице у Тешњу - Тешањ са селима: Мекиш, Радуша, Плање, Мркотић, Јелах, Јеваџије, Вуково, Буква, Росуље, Ново Село, Медаково, Тешањка, Крашево, Шије, Трепче и Јабланица. |

#### Списак православних верских објеката и места у коме се налазе
| Ред. бр. | Име православног верског објекта           | Место        |
| -------- | ------------------------------------------ | ------------ |
| 1.       | Храм Пресвете Тројице у Теслићу            | Теслић       |
| 2.       | Храм Св. Пророка Илије                     | Теслић       |
| 3.       | Црква Св. Великомученика Цара Лазара       | Блатница     |
| 4.       | Црква Св. Цара Константина и Царице Јелене | Витковци     |
| 5.       | Храм Пресвете Тројице                      | Жарковина    |
| 6.       | Црква Рођења Пресвете Богородице           | Чечава       |
| 7.       | Црква Св. Великомученице Огњене Марине     | Булетић      |
| 8.       | Црква Св. Цара Константина и Царице Јелене | Прибинић     |
| 9.       | Црква Покрова Пресвете Богородице          | Растуша      |
| 10.      | Храм Св. Апостола Петра и Павла            | Врућица      |
| 11.      | Црква Св. Великомученика Георгија          | Влајићи      |
| 12.      | Храм Св. Цара Лазара                       | Горња Радња  |
| 13.      | Црква Св. Великомученика Прокопија         | Горњи Очауш  |
| 14.      | Храм Покрова Свете Богородице              | Младиковине  |
| 15.      | Црква Св. Преподобног Сисоја Великог       | Јасеница     |
| 16.      | Црква Вазнесења Господњег                  | Бања Врућица |
| 17.      | Манастир Липље, Задужбина Немањића         | Горње Липље  |